# Śląski Szmaragd

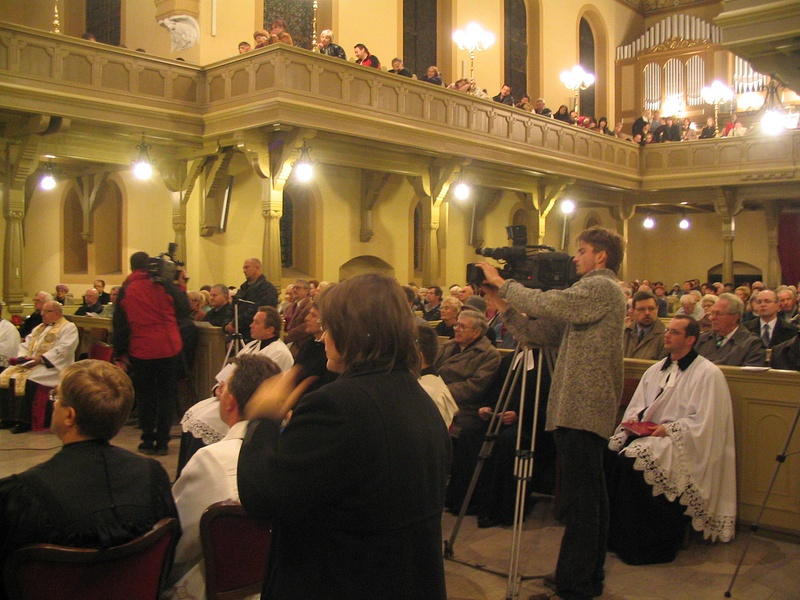
Podczas wręczenia „Śląskiego Szmaragdu” w 2006 r.

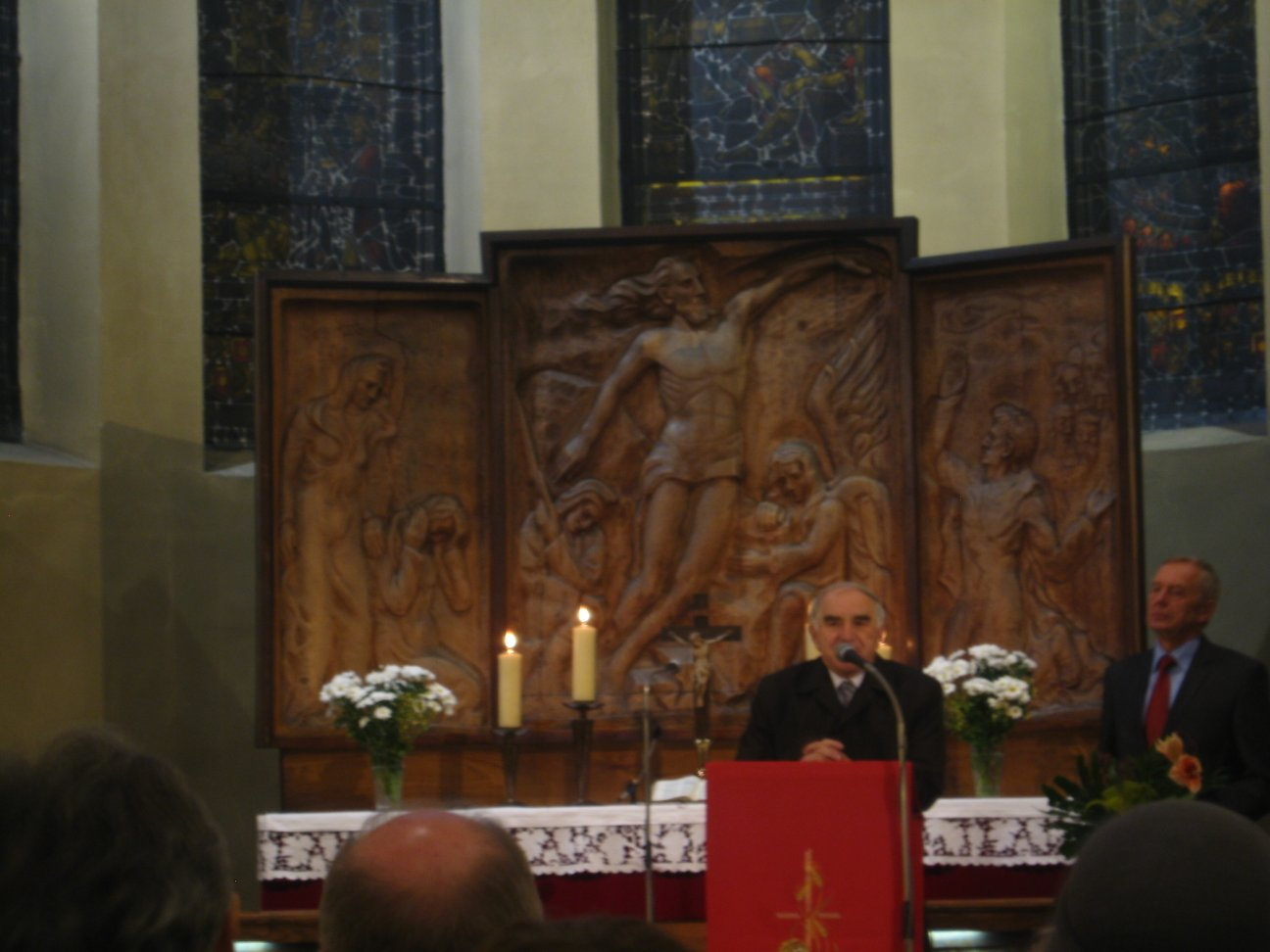
Prof. Daniel Kadłubiec - laureat „Śląskiego Szmaragdu” 2012

Śląski Szmaragd – wyróżnienie przyznawane wybitnym przedstawicielom Śląska przez diecezję katowicką Kościoła Ewangelicko-Augsburskiego.
Nagrody przyznawane są corocznie. Wręczane są podczas uroczystego nabożeństwa w dniu 31 października, czyli w Święto Reformacji obchodzone w rocznicę przybicia przez Marcina Lutra w 1517 roku 95 tez na drzwiach kościoła zamkowego w Wittenberdze. Każdego roku nagrody wręczane są dwom osobom ze Śląska, jednej wyznania protestanckiego i drugiej spoza tego Kościoła. Wyróżnienia przyznawane są w zabytkowym kościele ewangelickim Zmartwychwstania Pańskiego w Katowicach. Nagrody przyznaje się wybitnym przedstawicielom Śląska za szczególne osiągnięcia w dziedzinie ekumenizmu, tolerancji, pojednania między narodami i integracji europejskiej.

## Laureaci
| Rok  | Laureat                                             | Laureat       | Laureat                                | Laureat           | Przypis |
| ---- | --------------------------------------------------- | ------------- | -------------------------------------- | ----------------- | ------- |
| 2004 | ks. abp Damian Zimoń                                | ur. 1934      | prof. Jerzy Buzek                      | ur. 1940          | [ 1 ]   |
| 2005 | red. Krzysztof Karwat                               | ur. 1958      | prof. Ewa Chojecka                     | ur. 1933          | [ 2 ]   |
| 2006 | ks. abp Alfons Nossol                               | ur. 1932      | Jerzy Pilch                            | 1952–2020         | [ 3 ]   |
| 2007 | prof. Jan Harasimowicz                              | ur. 1950      | Adam Małysz                            | ur. 1977          | [ 4 ]   |
| 2008 | prof. Julian Gembalski                              | ur. 1950      | prof. Grażyna B. Szewczyk              | ur. 1945          | [ 5 ]   |
| 2009 | prof. Jan Malicki                                   | ur. 1948      | Ryszard Gabryś                         | ur. 1942          | [ 6 ]   |
| 2010 | prof. Dorota Simonides                              | ur. 1928      | Marcin Tyrna                           | ur. 1945          | [ 7 ]   |
| 2011 | Kazimierz Kutz                                      | 1929–2018     | prof. Jan Herma                        | 1935–2019         | [ 8 ]   |
| 2012 | red. Tadeusz Kijonka                                | 1936–2017     | prof. Daniel Kadłubiec                 | ur. 1937          | [ 9 ]   |
| 2013 | prof. Tadeusz Sławek                                | ur. 1946      | prof. Jan Pilarczyk                    | ur. 1940          | [ 10 ]  |
| 2014 | Piotr Uszok                                         | ur. 1955      | śp. ks. bp Tadeusz Szurman             | 1954–2014         | [ 11 ]  |
| 2015 | prof. Marian Zembala                                | 1950–2022     | ks. bp Paweł Anweiler                  | ur.1950           | [ 12 ]  |
| 2016 | Tadeusz Donocik                                     | ur. 1947      | ks. bp Jan Szarek                      | 1936–2020         | [ 13 ]  |
| 2017 | ks. abp Wiktor Skworc Zespół Pieśni i Tańca „Śląsk” | ur. 1948 1953 | ks. prof. Manfred Uglorz Henryk Mercik | ur. 1940 ur. 1969 | [ 14 ]  |
| 2019 | prof. Ryszard Kaczmarek                             | ur. 1959      | dr hab Wacław Gojniczek                | ur. 1965          | [ 15 ]  |
| 2022 | prof. Mirosław Jacek Błaszczyk                      | ur. 1959      | Władysława Magiera                     | ur. 1955          | [ 16 ]  |
| 2023 | Camerata Silesia                                    | 1990          | ks. bp Ryszard Bogusz                  | ur. 1951          | [ 17 ]  |